# Kah-Aniel
Kah-Aniel est le trente-quatrième tome de la série de bande dessinée Thorgal, dont le scénario a été écrit par Yves Sente et les dessins réalisés par Grzegorz Rosiński.

## Synopsis
Des membres des magiciens rouges sont en route vers Bag Dadh, avec Aniel. Thorgal, à bord du Bateau-Sabre, est également en route. Une ancienne esclave lui donne des informations sur les magiciens rouges.

## Publication
- Le Lombard, novembre 2013,  (ISBN 978-2-8036-3299-2)
- Le Lombard, novembre 2016, édition coffret avec Le Feu écarlate  (EAN 370-0677971661)